# Dillstein
Dillstein war ein Industrieort und Wohnplatz der Gemeinde Lindlar im Oberbergischen Kreis in Nordrhein-Westfalen.

## Lage und Beschreibung
Der Wohnplatz lag bei Felsenthal im Leppetal, im Osten Lindlars nahe der Landesstraße 303, die hier auch die Grenze zur Stadt Gummersbach und in ihrem weiteren Verlauf die Gemeindegrenze zu Engelskirchen ist. Nachbarortschaften sind Kaiserau und Neuremscheid.

## Geschichte
Der Ort entstand im 19. Jahrhundert als Puddlingswerk an der Leppe, das 1852 im Besitz der Firma Osberghausen & Cie war. Sechs Arbeiter stellten dort mittels zwei Öfen Puddelstahl her.
Im Umfeld des Ortes wurden ab Ende des 19. Jahrhunderts großflächige Steinbrüche angelegt, die die Topografie des Leppetals bei Dillstein nachhaltig änderten.
Auf der Karte der Lagerstätten nutzbarer Mineralien in der Umgegend von Bensberg und Ründeroth aus dem Jahr 1882 ist der Ort als Dillenstein / Hövers & Osberghaus Hammer verzeichnet. Ab der Preußischen Neuaufnahme von 1894/96 ist der Ort auf Messtischblättern regelmäßig als Dillst., später als Dillstein verzeichnet.
Die Gemeinde- und Gutbezirksstatistik der Rheinprovinz führt das Puddlingswerk Dillstein 1871 mit einem Wohnhaus und zwei Einwohnern auf. Im Gemeindelexikon für die Provinz Rheinland von 1888 wird für Dillstein ein Wohnhaus mit 17 Einwohnern angegeben. 1895 besitzt der Ort zwei Wohnhäuser mit 15 Einwohnern und gehörte konfessionell zum evangelischen Kirchspiel Hülsenbusch und zum katholischen Kirchspiel Frielingsdorf, 1905 werden zwei Wohnhäuser und sieben Einwohner angegeben.
Der Ort fiel 1948 wüst, der langgezogene Stauteich des Werks bestand noch bis in die späten 1970er Jahre. Im Gelände sind heute nur noch der Rest der Teichanlage und die Hüftmauer des Werks sowie ein paar Grundmauern zu finden.